# Bene Zoltán
Bene Zoltán (Kecskemét, 1973. április 8. –) József Attila-díjas magyar író.

## Életútja

### Tanulmányai
Általános iskolába Tiszakécskén (1979–1983) és Szegeden (1983–1987) járt. A szegedi Tömörkény István Gimnázium és Művészeti Szakközépiskolában érettségizett 1991-ben. Volt a szegedi József Attila Tudományegyetem hallgatója; 1998 és 2002 között végezte el a Szegedi Tudományegyetem Juhász Gyula Tanárképző Főiskolai Karának média szakirányú művelődésszervező; 1999 és 2003 között ugyanezen intézmény könyvtár szakát, 2009-2011 között andragógia MA diplomát szerzett, 2012-től 2015-ig a Szegedi Tudományegyetem filozófia doktori iskolájának hallgatója, majd doktorjelöltje.

## Szépirodalmi munkássága
2001 óta számos szépirodalmi folyóirat közli írásait, így a Tiszatáj, Hitel, Székelyföld, Liget, Duna-part, PoLíSz, Kortárs, Magyar Napló, Ezredvég, Tekintet, Árgus, Lyukasóra, Irodalmi Jelen, Szépirodalmi Figyelő, Forrás, Életünk, Zempléni Múzsa, Vár, Sikoly, Várad, Agria, Nagyítás, Bárka, Helikon, Somogy, Palócföld, Spanyolnátha, A Vörös Postakocsi, Partium, Kapu, zEtna, Dunatükör, Búvópatak, Pannon Tükör, Drót.hu, Szőrös Kő, Vigilia, Új Nautilus, Stádium, Symposion, Ambroozia, eirodalom.ro, Holdkatlan, Szabadság, Horvátországi Magyarság, Kilátó, Tempevölgy, Előretolt Helyőrség, Új Forrás. (Megjelent köteteit lásd a következő pontban!) Az év novellái című antológia több alkalommal közölte elbeszéléseit. Szerepel továbbá számos egyéb antológiábn is (pl. A századelő novellái). A 2011 novembere és 2017 novembere között működő SzegediLap kulturális-művészeti portál szerkesztője, 2017. július 1-étől a Szeged várostörténet és kulturális folyóirat főszerkesztője. 2017 óta vezeti a Pannon Tükör, 2019 óta az Irodalmi Jelen prózarovatát. Áramszünet és Isten, ítélet című regényeiből rádióváltozat is készült.

## Kötetei

### Szépirodalmi
- Fekete föld : az egyiptomi Amenemhát története a Krisztus előtti 592-520. közötti évekből, ahogyan azt ő maga előadja : regény. (2001) Szeged : Bába Kiadó
- Változatok, lehetőségek : novelláskönyv. (2002) Szeged : Bába Kiadó
- Út : történet : kisregény. (2004) Szeged : Bába Kiadó, (2008), Szeged-Budapest : Madách Irodalmi Társaság
- Legendák helyett : 11 történet (2006) Szeged-Budapest : Madách Irodalmi Társaság
- Ásatás : kurtanovellák, tárcák, karcolatok (2006) Szeged : Bába Kiadó
- Év-könyv : nagyszegi történetek : novellafüzér (2007) Szeged : Tiszatáj Könyvek
- Üledék : NEMzedékregény (2008) Budapest : Hungarovox Kiadó
- Hollók gyomra : regény (2010) Budapest : Hungarovox Kiadó
- Keserédes : regénymorzsák (2010) Budapest : Hungarovox Kiadó
- Továbbmondott történetek : novellák (2011) Pomáz : Kráter Kiadó
- Farkascseresznye : regény (2013) Budapest : Hungarovox Kiadó
- Kurta élet : novellák (2014) Budapest : Hungarovox Kiadó
- Az érdemes, nemes Rózsasándor kalandjai. Betyárpikareszk (2016) Budapest : Liget Műhely Alapítvány
- Áramszünet : regény (2018) Budapest : Kortárs Kiadó
- Isten, ítélet : regény (2020) Budapest : Kortárs Kiadó
- Sarki fény : kisregény (2021) Budapest : Orpheusz Kiadó
- Mandola története : kisregény (2021) Budapest : Irodalmi Jelen Könyvek
- Teremt, és: novellák (2022) Budapest: Kortárs Kiadó
- Igazak: regény (2023) Budapest: Kortárs Kiadó

### Tanulmánykötet
- A méltányolás ideje. Tanulmányok, kritikák, recenziók (2012) Szeged : Areión

### Szerkesztések
- Szeged effekt; szerk. Bene Zoltán; Areión Kulturális Egyesület, Szeged, 2011
- Szeged effekt 2.; szerk. Bene Zoltán; Areión Kulturális Egyesület, Szeged, 2012
- Üzenet a másvilágra. Hommage à Tömörkény; szerk. Bene Zoltán; Areión Kulturális Egyesület, Szeged, 2016
- Tömörkény 150. Tanulmányok a 150 éve született Tömörkény István tiszteletére; szerk. Bene Zoltán; Areión Kulturális Egyesület, Szeged, 2016
- Szegedi horizont 2017, 2018, 2019, 2020, 2021.; szerk. Bene Zoltán és Diószegi Szabó Pál; Szegedi Írók Társasága, Szeged, 2017, 2018, Szegedi Írók Társasága és Somogyi-könyvtár 2019, 2020
- XXXI. Madách Szimpózium; szerk. Bene Zoltán; Madách Irodalmi Társaság, Szeged, 2024 (Madách könyvtár)

## Társasági tagságai
- Madách Irodalmi Társaság (2002)
- Fiatal Írók Szövetsége (FISZ) (2004)
- Magyar Írószövetség (2005)
- Nagy Lajos Társaság (2005)
- Magyar Prózaíró Műhely Egyesület (2007)
- Szegedi Szilánkok (2007-2010)
- Magyar Irodalmi Szerzői Jogvédő és Jogkezelő Egyesület (2008)
- Szegedi Írók Társasága (2010)
- József Attila Kör (JAK) (2010)
- Magyar Pen Club (2011)
- Magyar Írószövetség Csongrád-Csanád megyei Írócsoportja (2011)
- Magyar Írók Egyesülete (2012)
- Szegedi Akadémiai Bizottság Művészeti Albizottságának Szépírói Munkacsoportja (2014)

## Díjai
- II. díj a Honvédelmi Minisztérium és a Magyar Írószövetség hagyományos irodalmi pályázatán (2003, 2011)
- Fehér Klára irodalmi díj (2006)
- II. díj a Honvédelmi Minisztérium és a Magyar Írószövetség hagyományos irodalmi pályázatán (2008)
- Nívódíj a Honvédelmi Minisztérium és a Magyar Írószövetség hagyományos irodalmi pályázatán (2010)
- Szeged Város alkotói díja (2011, 2016, 2024)
- Teleki Pál Érdemérem (2013)
- Kölcsey-érem (2014)
- NKA alkotói támogatás (2016, 2018, 2022)
- Liget-ajándék (2016)
- Év Könyve Szeged Díj (2017)
- a Magyar Művészeti Akadémia Művészeti Ösztöndíj Programjának ösztöndíjasa (2019-2022)
- Tokaji Írótábor Nagydíja (2021)
- Irodalmi Jelen Prózadíja (2021)
- József Attila-díj (2023)